# Lübbenow

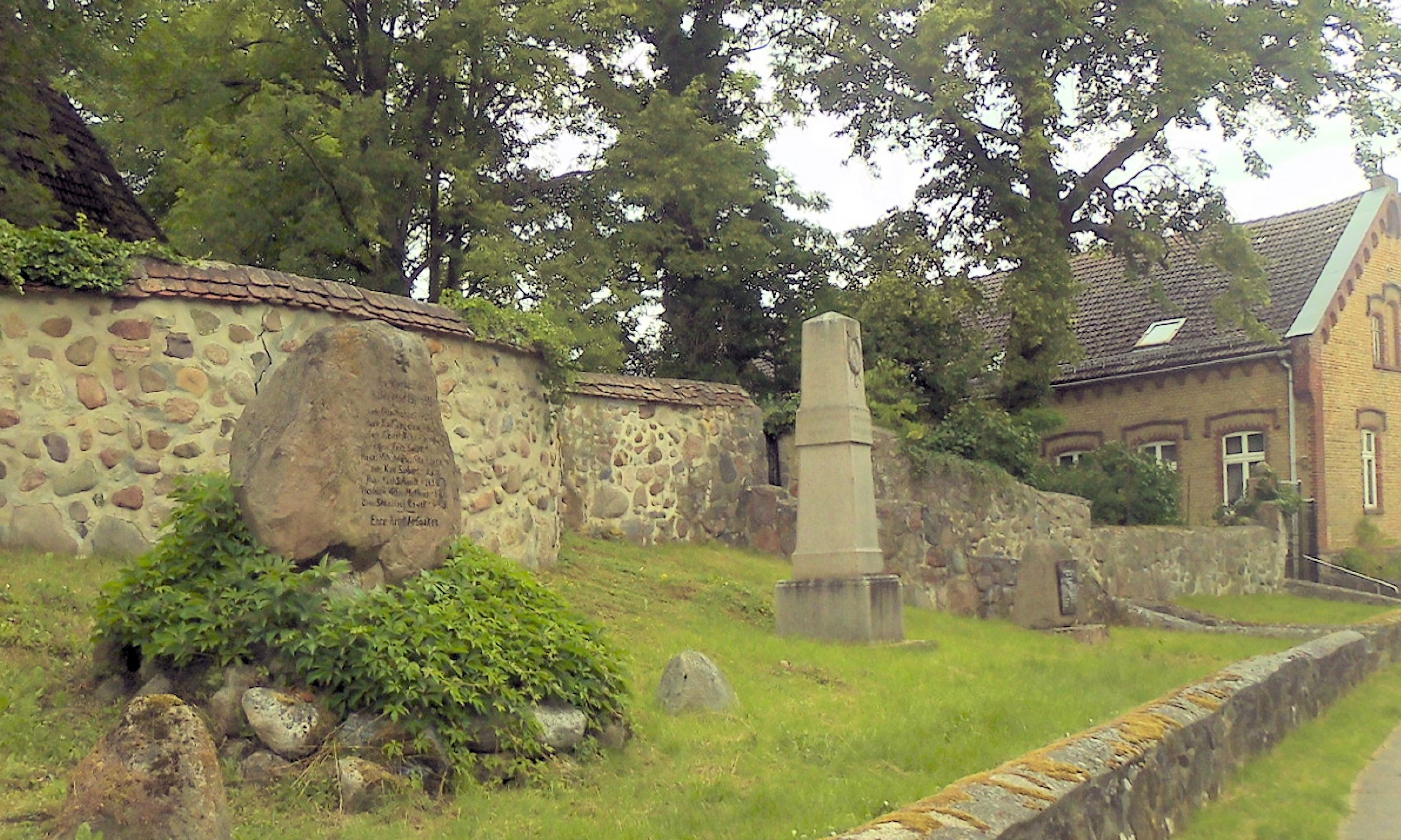
Gefallenendenkmale

Lübbenow ist ein Ortsteil und Sitz der Gemeindeverwaltung der amtsfreien Gemeinde Uckerland im Landkreis Uckermark in Brandenburg.

## Lage
Lübbenow liegt in der Uckermark, 15 Kilometer Luftlinie nordnordwestlich von Prenzlau und unweit der Grenze zu Mecklenburg-Vorpommern. Die Gemarkung des Ortsteils grenzt im Norden an Milow, im Osten an Trebenow mit Neumannshof, im Süden an Jagow mit Karlstein, im Westen an Fahrenholz und Lindhorst sowie im Nordwesten an Güterberg.
Lübbenow liegt an der Landesstraße 257 und drei Kilometer östlich der Landesstraße 255. Östlich von Lübbenow bildet der Randowgraben teilweise die Grenze zum Ortsteil Trebenow, in der Gemarkung liegen der Große Lübbenower See und der Kleine Lübbenower See.

## Geschichte
Der Name Lübbenow taucht erstmals im Jahr 1301 in Form des Personennamens Hermannus de Lubbenow auf, das Dorf wurde im Landbuch der Mark Brandenburg aus dem Jahr 1375 als Lybenow erstmals erwähnt. Der Ortsname leitet sich von einem slawischstämmigen Personennamen ab. Zunächst hatten einige Adelsgeschlechter jeweils mehrere Hufen, was heute in etwa 7 ha entspricht, als ihren Besitz. Dazu gehörten die von Glughen und unter anderem Meine von Holtzendorff. Des Weiteren bestanden eine Krugstelle, eine Pfarre und mehrere besetzte und nicht genutzte Kossätenstellen. Die Gesamtgemarkung der Ortschaft umfasste 48 Hufen. Später gab es drei Rittergüter in Lübbenow, eines der Familie Farenholz. Die Anteile der von Blankenburg gingen an die Familie von Arnim über und von diesen an die von Glöden über zwei Generationen.

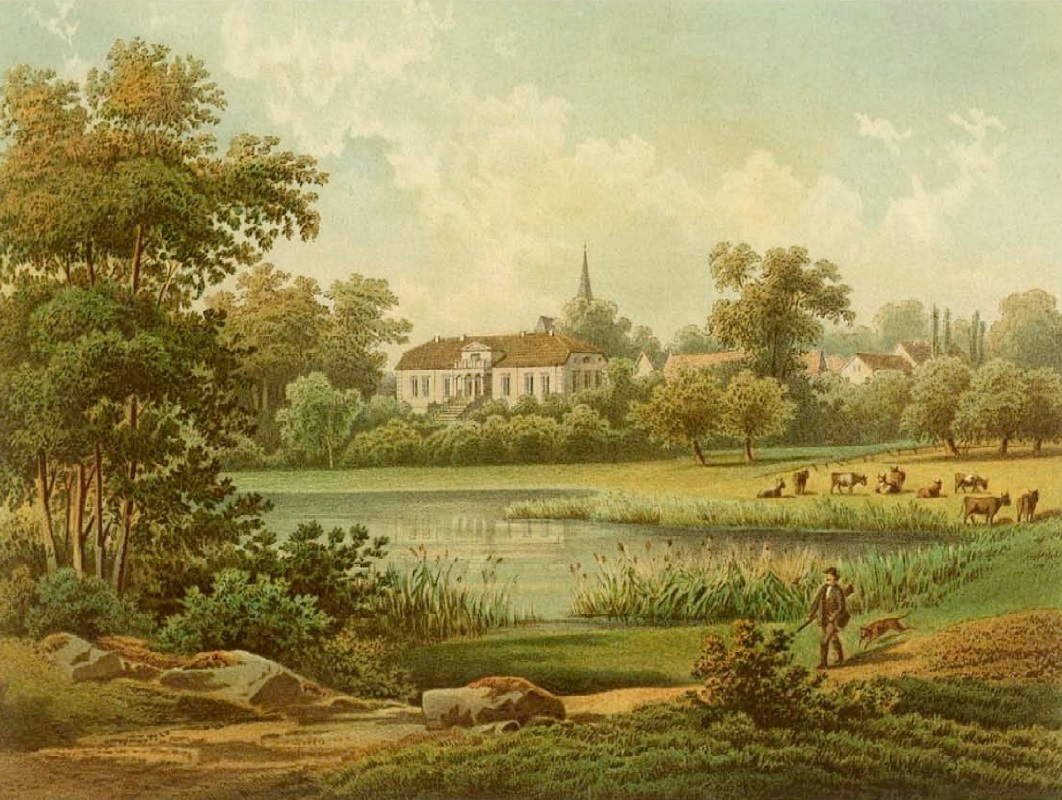
Rittergut Lübbenow, Sammlung Alexander Duncker

Im 16. Jahrhundert wurde die Dorfkirche von Lübbenow gebaut, im Jahr 1738 entstand ein Herrenhaus für die Standesherren zu Lübbenow. Einige Jahre, von 1759 bis 1764, war Heinrich Gottfried von Dargitz Gutsbesitzer. Von 1768 bis 1770 war der Hauptmann Wilhelm Erdmann von Normann Gutsherr am Ort. Jener Zeit könnten vor der Übernahme der Familie von Stülpnagel, die sich später von Stülpnagel-Dargitz nannten und amtlich bestätigen ließen, noch mindestens zwei Rittergüter bestanden haben. 1787 heiratete Karl Gottlob von Stülpnagel-Grünberg (1753–1802) in Lübbenow Auguste Dorothea von Dargitz-Lübbenow (1764–1816). Und genau ab 1816 ging Lübbenow in die Hände der von Stülpnagel. Der Enkel Karl von Stülpnagel-Dargitz (1788–1875) erhielt durch eine Ällerhöchste Kabinett-Order die Genehmigung zur Führung des Doppelnamens, geknüpft an den von ihm neu gegründeten Familienfideikommiss Lübbenow. Dieser Stülpnagel war seit 1858 Rechtsritter des Johanniterordens, Geheimer Regierungsrat und einige Jahre Landrat des Kreises Prenzlau. Ihm beerbte der Neffe Alfred von Stülpnagel-Dargitz, verheiratet mit Ida von Holtzendorff-Karlstein.
Im Jahr 1817 wurde Lübbenow im Zuge einer Verwaltungsreform dem neu gegründeten Landkreis Prenzlau im Regierungsbezirk Potsdam der preußischen Provinz Brandenburg zugeordnet.
Bei der Volkszählung vom 1. Dezember 1871 hatte die Landgemeinde Lübbenow fünf Wohngebäude und insgesamt nur 33 Einwohner in sechs Familien. Von den Einwohnern waren 17 männlich und 16 weiblich; fünf Einwohner waren Kinder unter zehn Jahren. Der Gutsbezirk Lübbenow hatte zusätzlich 200 Einwohner in 36 Haushalten. Von diesen waren 87 männlich und 113 weiblich; 48 Einwohner waren jünger als zehn Jahre. Im Jahr 1875 schlossen sich die Landgemeinden Lübbenow und Trebenow sowie die Gutsbezirke Fahrenholz, Güterberg, Carolienthal, Lindhorst und Lübbenow zum Amtsbezirk Lübbenow zusammen. Nach dem 1879 erstmals veröffentlichte Generaladressbuch der brandenburgischen Rittergutsbesitzer beinhaltete das Rittergut Lübbenow der Familie von Stülpnagel 765 ha Fläche. Davon waren 34 ha Wald.
1895 hatte die Landgemeinde Lübbenow 35 und der Gutsbezirk 205 Einwohner. Die Landgemeinde Lübbenow wurde um 1900 schließlich aufgelöst und in den Gutsbezirk eingegliedert. 1902 wurde der 3. Fideikommissherr auf Lübbenow Claus von Stülpnagel-Dargitz. Er besaß noch weitere Güter. Sein Nachfolger waren die Brüder Wolff und Alexander von Stülpnagel.
Am 30. September 1928 wurde der Gutsbezirk Lübbenow im Zuge der Auflösung der preußischen Gutsbezirke wieder in eine Landgemeinde umgewandelt, respektive als vormals eigenständiger Ort mit der Gemeindegemarkung vereinigt. Das etwa zeitgleich veröffentlichte Güteradressbuch Brandenburg benennt für das Rittergut Lübbenow 818 ha. Eigentümer ist genannter Alexander von Stülpnagel-Dargitz. Letzter Grundbesitzer war der Sohn des Letztgenannten, Claus von Stülpnagel-Dargitz (1918–2006), verheiratet mit Rita von Lekow. Lübbenow galt als Mustergut durch die Wirtschaftsberatung der Märkischen Landschaft, der Nachfolgeorganisation der Ritterschaftsbank.
Nach dem Ende des Zweiten Weltkrieges wurde der Amtsbezirk Lübbenow aufgelöst. Die Gemeinde kam in die Sowjetische Besatzungszone und gehörte dort weiterhin zum Landkreis Prenzlau. Seit 1949 war Lübbenow Teil der DDR. Bei der Kreisreform am 25. Juli 1952 wurde die Gemeinde dem Kreis Strasburg im Bezirk Neubrandenburg zugeordnet. Nach der Wiedervereinigung kam Lübbenow in das neu gegründete Bundesland Mecklenburg-Vorpommern. Im Jahr 1992 fusionierte Lübbenow mit mehreren anderen Gemeinden zum Amt Lübbenow (Uckermark), in Lübbenow befand sich der Sitz der Amtsverwaltung.
Am 1. Juli 1992 wurden die Gemeinden des Amtes Lübbenow aus dem Landkreis Strasburg in den Landkreis Prenzlau umgegliedert, womit ein Wechsel in das Land Brandenburg verbunden war. Bei der Kreisreform in Brandenburg im Dezember 1993 ging der Landkreis Prenzlau durch Fusion mit den Landkreisen Angermünde und Templin im neuen Landkreis Uckermark auf. Am 31. Dezember 2001 wurde die Gemeinde Lübbenow aufgelöst und schloss sich mit den Gemeinden des Amtes Lübbenow zu der neuen Gemeinde Uckerland zusammen. Gleichzeitig wurde Lübbenow Verwaltungssitz der neuen Gemeinde.

## Einwohnerentwicklung
| Jahr | Einwohner |
| ---- | --------- |
| 1875 | 243       |
| 1890 | 229       |
| 1910 | 205       |

| Jahr | Einwohner |
| ---- | --------- |
| 1925 | 254       |
| 1933 | 228       |
| 1939 | 247       |

| Jahr | Einwohner |
| ---- | --------- |
| 1946 | 368       |
| 1950 | 468       |
| 1964 | 413       |

| Jahr | Einwohner |
| ---- | --------- |
| 1971 | 416       |
| 1981 | 378       |
| 1989 | 425       |

| Jahr | Einwohner |
| ---- | --------- |
| 1992 | 390       |
| 1996 | 380       |
| 2000 | 348       |

Gebietsstand des jeweiligen Jahres, bis 1890 Landgemeinde und Gutsbezirk zusammen